# Tyrant (gruppo musicale)
I Tyrant sono un gruppo musicale heavy metal/hard rock formatosi a Ulma, nello Stato federale di Baden-Württemberg in Germania nel 1982.

## Storia del gruppo
I Tyrant nascono nel 1982 a Ulma per volontà del cantante Kerrmit (l'unico dei membri fondatori a rimanere nella band sino allo scioglimento del gruppo) e del chitarrista Carl Tomaschko. Hanno fatto parte, assieme ad altre band tedesche come Stormwitch, Stranger e Gravestone, del roster della Garattoni/Marek Production & Management di Stoccarda.
Il primo album della band Mean Machine, pubblicato dalla Camel Records, è stato registrato tra luglio e agosto del 1984 agli Spygel Studios di Kirchheim con l'assistenza di Batze Kramer. La formazione era composta da Kerrmit alla voce, Carl Tomaschko e Holgar Thiele alle chitarre, André Papack al basso e Michael Budde alla batteria.
Con la stessa formazione e Tyrant registrano, sempre agli Spygel Studios con Batze Kramer ma per un'etichetta diversa, la Scratch Records, il secondo disco Fight For Your Life nel 1985.
Un anno dopo iniziano i cambiamenti nella formazione, con la dipartita di Holgar Thiele subito prima delle registrazioni del terzo album Running Hot (uscito nel 1987 e registrato ancora una volta agli Spygel Studios di Kircheim con il solo Carl Tomaschko ad eseguire le parti di chitarra).
Prima di iniziare il tour per promuovere l'album anche il batterista, Michael Budde, lascia la band lasciando così i Tyrant costretti a trovare rapidamente un chitarrista e un batterista per poter effettuare le date già schedulate. La scelta cadde sul chitarrista Ralf Hollmer e sul batterista Oli Schmid, che rimasero però per il solo tour di Running Hot prima di essere rimpiazzati rispettivamente da Phil Zanella e Dieter Behle (appena uscito dai Gravestone).
I Tyrant proseguono l'attività sia live che in studio e nel 1988 esce il quarto album della band Ruling The World, registrato agli Zuckerfabrik Studios di Stoccarda, che vede però l'ennesimo cambiamento di formazione conseguentemente l'uscita del bassista Andrè Papack. Viene chiamato in sua sostituzione Chris Peterson e viene inserito un nuovo strumento nel gruppo con l'ingresso del tastierista Robert Kosch.
Purtroppo questa formazione non dura più di un anno e nel 1989 avviene un altro, drastico, cambiamento: esce uno dei due membri fondatori e principale autore di testi e musica, il chitarrista Carl Tomaschko, seguito dal tastierista Rober Kosch, dal secondo chitarrista Phil Zanella e dal batterista Dieter Behle.
La band è praticamente giunta al termine ma il cantante Kerrmit non si dà per vinto e chiama nuovi musicisti per cercare di portare avanti i Tyrant.
Fu così che entrarono nella band i chitarristi Lubo "Ironhead" Sterzik e Tom Kees e il batterista Marc Oppold.
Con questa formazione la band registrò nel 1990 il loro primo album live chiamato Live & Crazy che però fu anche il loro ultimo album in quanto si sciolsero definitivamente nello stesso anno.

## Formazione

### Ultima
- Kerrmit - voce (1982-1989)
- Chris Peterson - basso (1989)
- Lubo "Ironhead" Sterzik - chitarra (1989)
- Tom Kees - chitarra (1989)
- Marc Oppold - batteria (1989)

### Ex componenti
- Micky Budde - batteria (1982-1987)
- Dieter Behle – batteria (1988)
- André Papack – basso (1982-1987)
- Holger Thiele – chitarra (1982-1986)
- Carl "King Carl" Tomaschko – chitarra (1982-1988)
- Phil Zanella – chitarra (1988)
- Ralf Hollmer – chitarra (1986)
- Robert Kosch – tastiere (1988)

## Discografia

### Studio album
- 1984 – Mean Machine
- 1985 – Fight for Your Life
- 1986 – Running Hot
- 1988 – Ruling the World
- 1989 – Blind Revolution (riedizione su CD del precedente Ruling the World)
- 1991 – Metal Rules (riedizione su CD del precedente  Fight for Your Life)

### Split album
- 1984 – The Best of German Heavy Metal (con i Gravestone, Tox, e High Tension)

### Live album
- 1990 – Live and Crazy

### Singoli
- 1982 – I Wanna Make Love

### Compilation e Partecipazioni
| Anno | Titolo compilation                              | Brani                                                    | Etichetta                   |
| ---- | ----------------------------------------------- | -------------------------------------------------------- | --------------------------- |
| 1983 | Rocksampler Von Der Lahn                        | Insecure                                                 | ?                           |
| 1985 | Hard & Heavy                                    | Free For All                                             | Musk Project                |
| 1986 | Force of the Blade                              | Free For All                                             | Banzai                      |
| 1987 | Heavy Metal in Germany Vol. 1                   | We Will Rock Your Bottom, She's a Killer                 | Scratch                     |
| 1987 | Just'in Power                                   | Rock Your Bottom                                         | Just'In Distro              |
| 1988 | Giant Metal Meeting                             | Making Noise, Wanna Make Love                            | Aurophon                    |
| 1990 | European Metal Attack                           | Rock Your Bottom, Rock the City                          | Delta                       |
| 1990 | Rock'N Metal                                    | Blind Revolution                                         | Cosmus Tonträger Berlin     |
| 1990 | Metal Attack                                    | Rock the City, Breakout, Rock Your Bottom                | Open                        |
| 1990 | Metal Attack (Vol.2)                            | Breakout                                                 | Open                        |
| 1990 | Speed Revolution                                | Streetfighter, Making Noise                              | Delta                       |
| 1990 | Giant Metal Meeting                             | Making Noise, Wanna Make Love                            | Aurophon                    |
| 1990 | Metal Mania                                     | Wild Cats, She Makes me Hot                              | Cosmus Tonträger            |
| 1990 | Metal Attack (Vol. 3)                           | Making Noise, Wanna Make Love                            | Open                        |
| 1991 | Metal Monoliths                                 | Set 'em on Fire                                          | Delta                       |
| 1991 | Hard'N Heavy "The Best"                         | Blind revolution, She Makes me Hot                       | LaserLight Digital          |
| 1991 | Metal Battle - Supergroups                      | Free For All, Wanna Make Love, Killing the Peace We Fall | LaserLight Digital          |
| 1992 | Metal Attack II                                 | Wanna Make Love                                          | Polyband                    |
| 1993 | Metal Attack: Hard and Heavy                    | Burn You, Wanna Make Love                                | Sonia                       |
| 1993 | Giant Metal Meeting                             | Wanna Make Love                                          | Bellaphon                   |
| 1993 | Metal Monsters - Hard and Heavy Vol. 2          | Wanna Make Love, Making Noise                            | WZ Tonträger Vertriebs GmbH |
| 1993 | Metal Monsters - Hard and Heavy Vol. 4          | Blind Revolution                                         | WZ Tonträger Vertriebs GmbH |
| 1993 | Metal Monsters - Hard and Heavy Vol. 5          | Dark Eyes of London                                      | WZ Tonträger Vertriebs GmbH |
| 1993 | Speed Metal Vol. 1                              | Making Noise                                             | WZ Tonträger Vertriebs GmbH |
| 1993 | Speed Metal Vol. 2                              | Streetfighter                                            | WZ Tonträger Vertriebs GmbH |
| 1993 | Hard and Heavy Vol. 1                           | She's a Killer, Rock Your Bottom                         | WZ Tonträger Vertriebs GmbH |
| 1993 | Fool For Your Lovin' "Heavy Metal Monster Hits" | She Makes Me Hot                                         | Pilz                        |
| 1994 | Speedrevolution                                 | Streetfighter                                            | Cosmus Tontrager            |
| 2007 | Terrorizer: Fear Candy 47                       | The Rebirth (Claim the Flame)                            | Terrorizer                  |
| 2009 | Metal Attack Volume 1: 1983-1985                | Free For All, Grapes of Wrath                            | Top X Musikverlag/Bellaphon |